# Zimmers muisspecht
De Zimmers muisspecht (Dendroplex kienerii; synoniem: Xiphorhynchus kienerii) is een zangvogel uit de familie Furnariidae (ovenvogels).

## Naamgeving
Deze vogel is in 1856 voor het eerst door Des Murs beschreven en genoemd naar de Franse malacoloog Louis Charles Kiener (1799-1881). De Nederlandse naam verwijst naar de Amerikaanse ornitholoog John Todd Zimmer die deze vogel ook heeft beschreven in 1934 onder de naam Xiphorhynchus necopinus in de veronderstelling dat het een andere soort betrof. In 2003 is dit misverstand opgehelderd.

## Verspreiding en leefgebied
Deze soort komt voor in het binnenland van Brazilië en Peru langs de Amazone en zijn zijrivieren.

## Status
De grootte van de populatie is niet gekwantificeerd maar de soort wordt omschreven als vrij algemeen in het centrum van het verspreidingsgebied. Omdat aangenomen wordt dat de soort snel in aantal achteruit gaat is de status gevoelig op de Rode lijst van de IUCN.

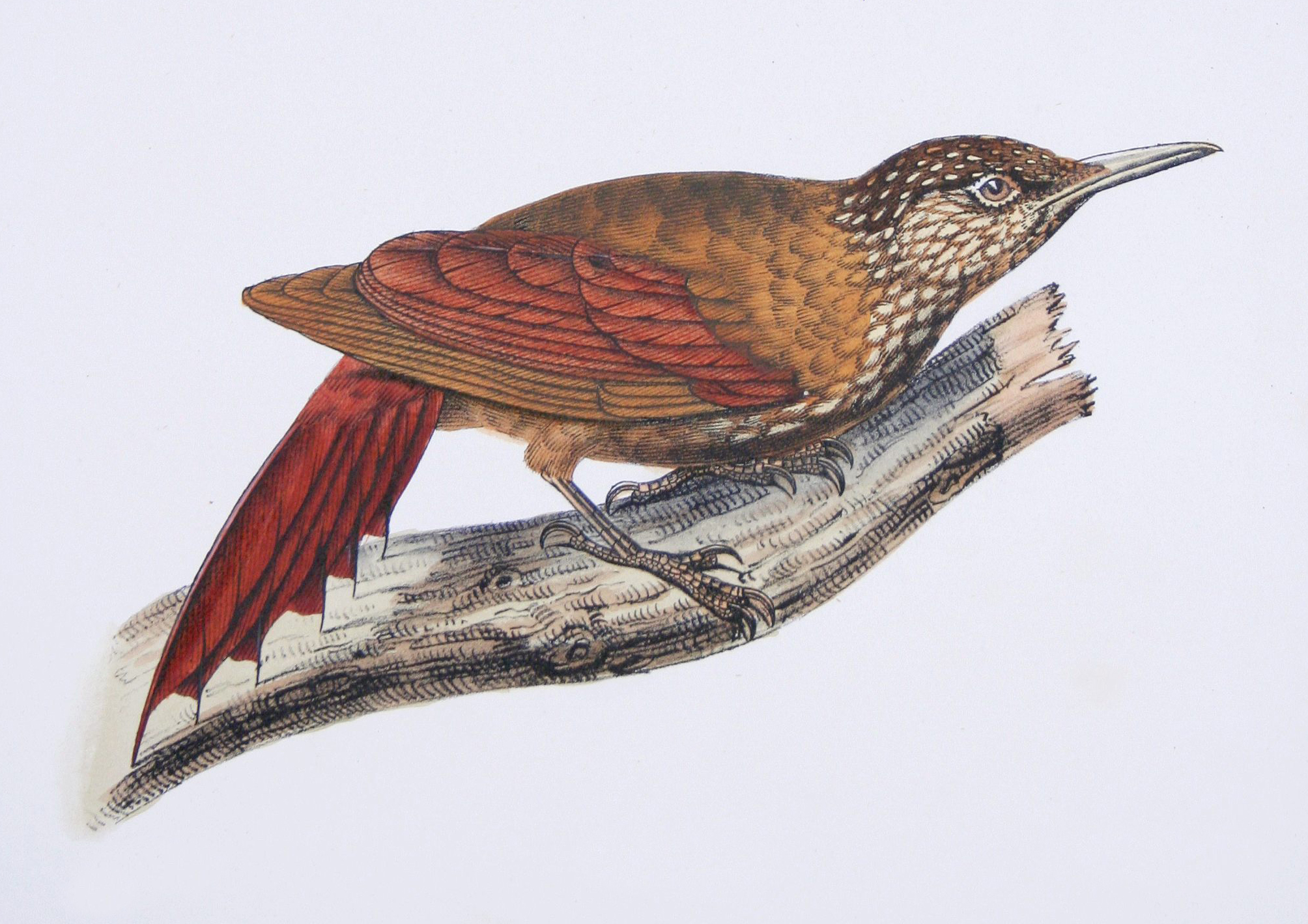